# Cylindropuntia imbricata subsp. rosea
Cylindropuntia imbricata subsp. rosea, conocida comúnmente como cholla cardón de Hidalgo, es una subespecie de planta suculenta perteneciente al género Cylindropuntia, dentro de la familia Cactaceae. Es una subespecie de Cylindropuntia imbricata y se distribuye por el centro y este de México. Además se ha introducido en Perú, las Islas Canarias (España) y el sur de África, donde se la considera una especie invasora. 

## Descripción
Cylindropuntia imbricata subsp. rosea es una subespecie de cactus que crece como un arbusto muy espinoso. Tiene ramificación basal y alcanza alturas de 20 a 50 cm. 
Los tallos son erectos, articulados y están formados por segmentos que a diferencia de otras chollas no se desprenden con facilidad. Cada uno de ellos mide de 10 a 15 cm de largo y de 1,6 a 2,5 cm de diámetro. Son cilíndricos, tienen la epidermis de color verde grisáceo y presentan tubérculos distintivos.

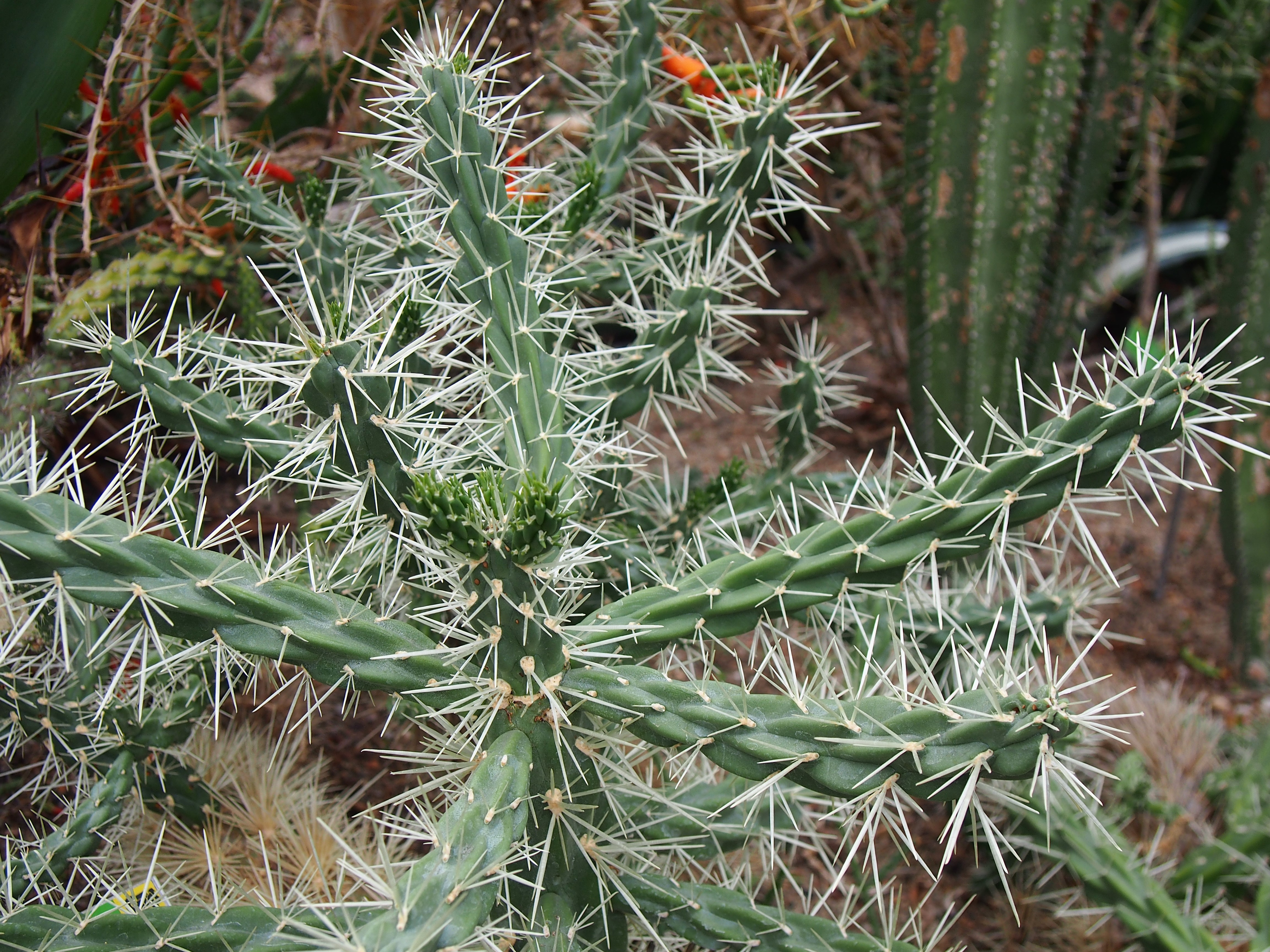
Detalle de los tallos

Sobre los tallos se asientan areolas grandes, separadas unas de otras de 2 a 3,5 cm. Poseen gloquidios amarillos de 2 a 5 mm de largo, los cuales pueden desprenderse y adherirse a la piel cuando manipulamos la planta. También tienen de 4 a 9 espinas (a veces solo una) aciculares presentes en la mayoría de las areolas y no ocultan los tallos. Están cubiertas por una vaina epidérmica holgada de color amarillento que parece de papel durante el primer año de desarrollo. Son de color amarillo a rojizo o gris y miden de 1 a 4 cm de largo.

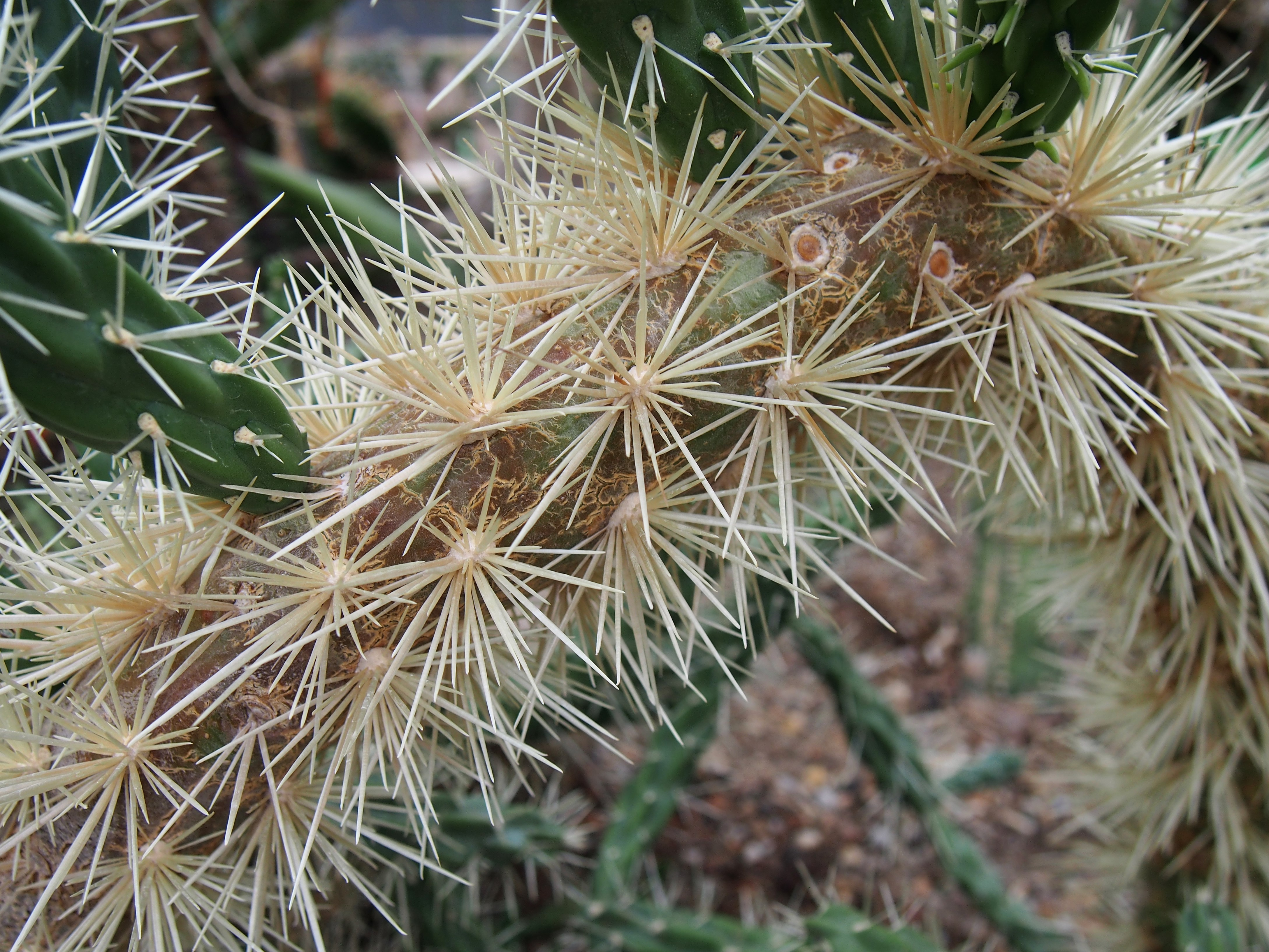
Detalle de las espinas

También presentan pequeñas hojas suculentas cilíndricas y delgadas en la base de las areolas. Se caen prematuramente, por lo que no suelen verse en los segmentos maduros.
Las flores son de color rosa, se abren durante el día (diurnas) y son polinizadas por abejas. Tienen forma de cuerno y nacen en los extremos de las ramas. Miden de 3,8 a 4 cm de largo y aparecen en verano, entre los meses de junio y julio.
Los frutos son anchos, cilíndricos y de color amarillo. Son tuberculados y espinosos. Miden de 1,6 a 1,8 cm de largo y tienen un diámetro de 1,1 a 1,4 cm. Los frutos rara vez proliferan.
Además de la reproducción sexual, la planta suele reproducirse a partir de tallos caídos, los cuales suelen ser dispersados a cierta distancia al adherirse al pelo de los animales.

## Distribución y hábitat
El área de distribución nativa de esta subespecie es el este y centro de México.  Además se ha introducido en Perú, las Islas Canarias (España) y el sur de África, donde se la considera una especie invasora.

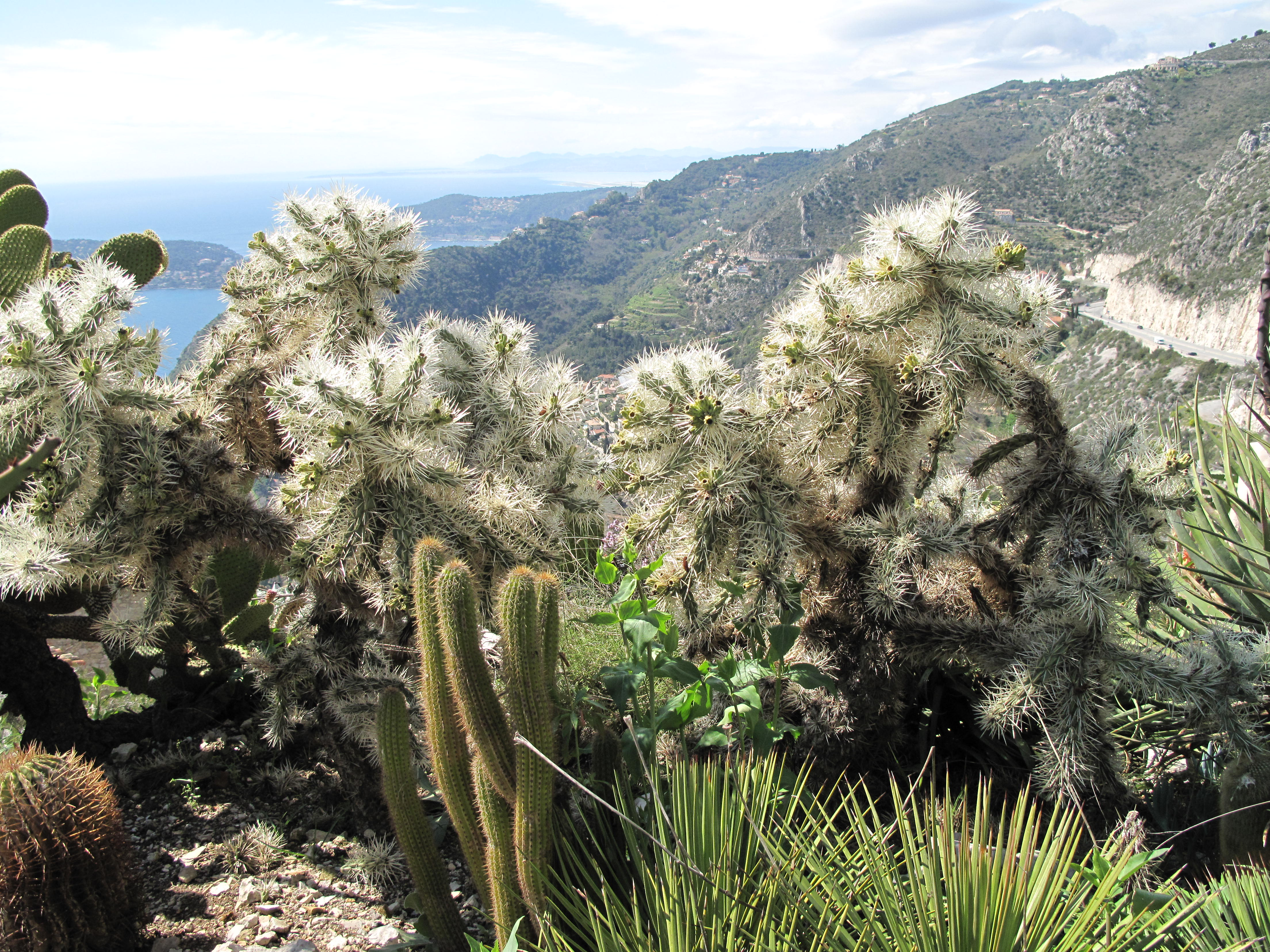
Porte de la planta

Crece principalmente en biomas desérticos o de matorrales secos, sobre suelos calcáreos de hábitats alterados, a elevaciones de 1400 a 1900 metros sobre el nivel del mar.

## Ecología

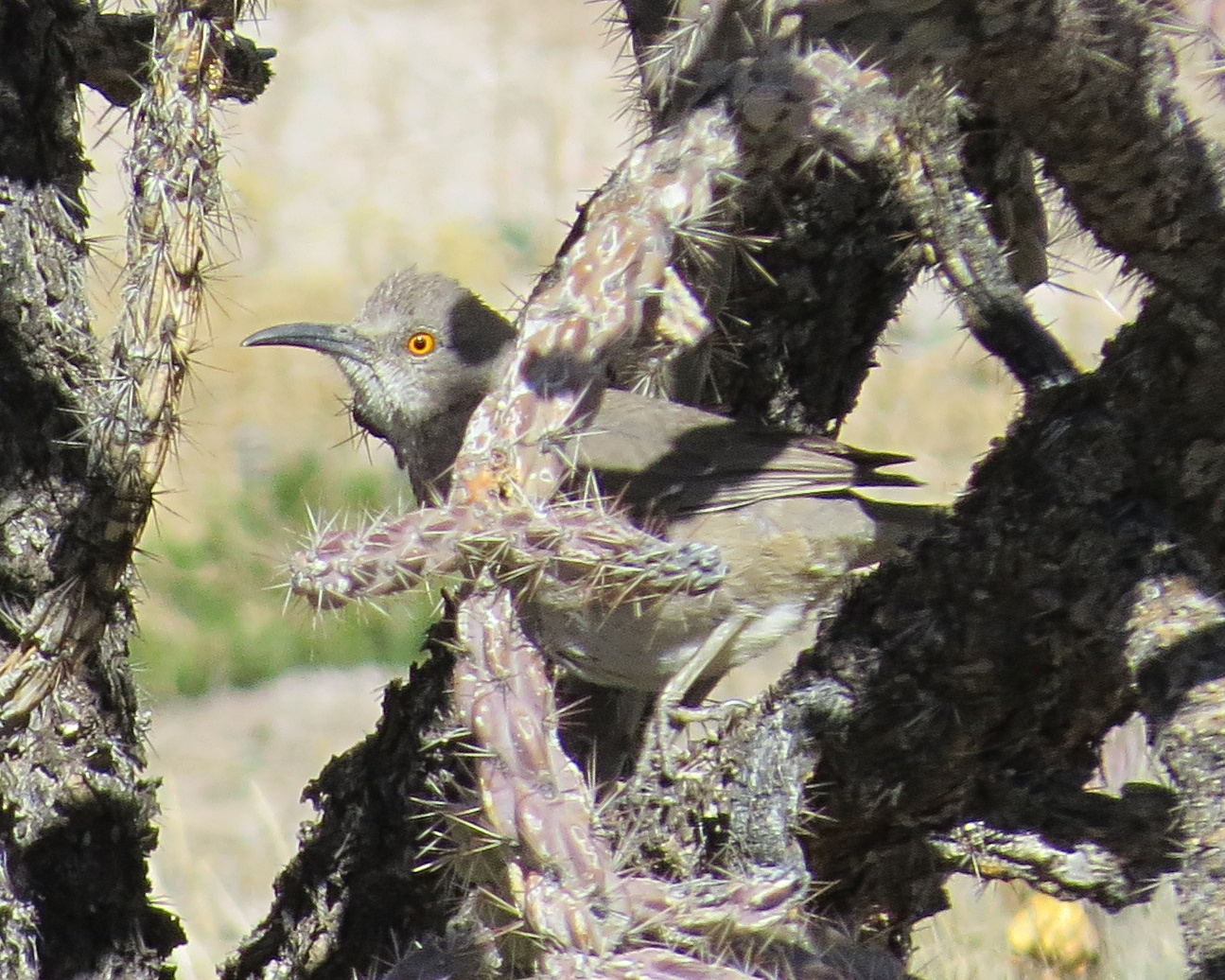
Cuicacoche piquicurvo en su refugio.

Los frutos son consumidos por diversas aves y mamíferos silvestres, como el berrendo (Antilocapra americana), el borrego cimarrón del desierto (Ovis canadensis nelsoni) y el ciervo. Además, algunas vacas han aprendido a comer sus frutos a pesar del dolor que causan sus espinas y muchos animales pequeños utilizan la planta como refugio o zona de nidificación.
También se ha observado que la abeja cortadora de hojas (Lithurgus apicalis) poliniza las flores de la planta y puede llegar a vivir hasta 20 años o más en su hábitat.

## Taxonomía
La primera descripción de esta subespecie fue como Opuntia rosea, publicada en 1828 por el botánico suizo Augustin-Pyrame de Candolle en el tratado Prodromus systematis naturalis regni vegetabilis 3: 471.
Posteriormente, el botánico Marc A. Baker colocó la especie como una subespecie de Cylindropuntia imbricata, pasando a llamarse Cylindropuntia imbricata subsp. rosea y anotando estos cambios en la revista científica Madroño 66: 93 en el año 2019.
Etimología
- Cylindropuntia: nombre genérico formado por dos palabras: el sustantivo griego kýlindros (que significa 'cilindro') y el género Opuntia, (con el que el género tiene similitudes), haciendo referencia a la forma cilíndrica de los tallos de las plantas.
- imbricata: epíteto específico latino que significa ‘similar a una teja’, haciendo referencia a los tubérculos superpuestos de los brotes.
- rosea: epíteto específico latino que significa "parecido a una rosa", haciendo referencia al color de las flores de la especie.[10][11]

## Estado de conservación
En la Lista Roja de Especies Amenazadas de la UICN, la especie está clasificada como de “Datos Insuficientes (DD)” y no se conocen amenazas importantes para la conservación de esta subespecie.

## Importancia económica y cultural

### Cultivo

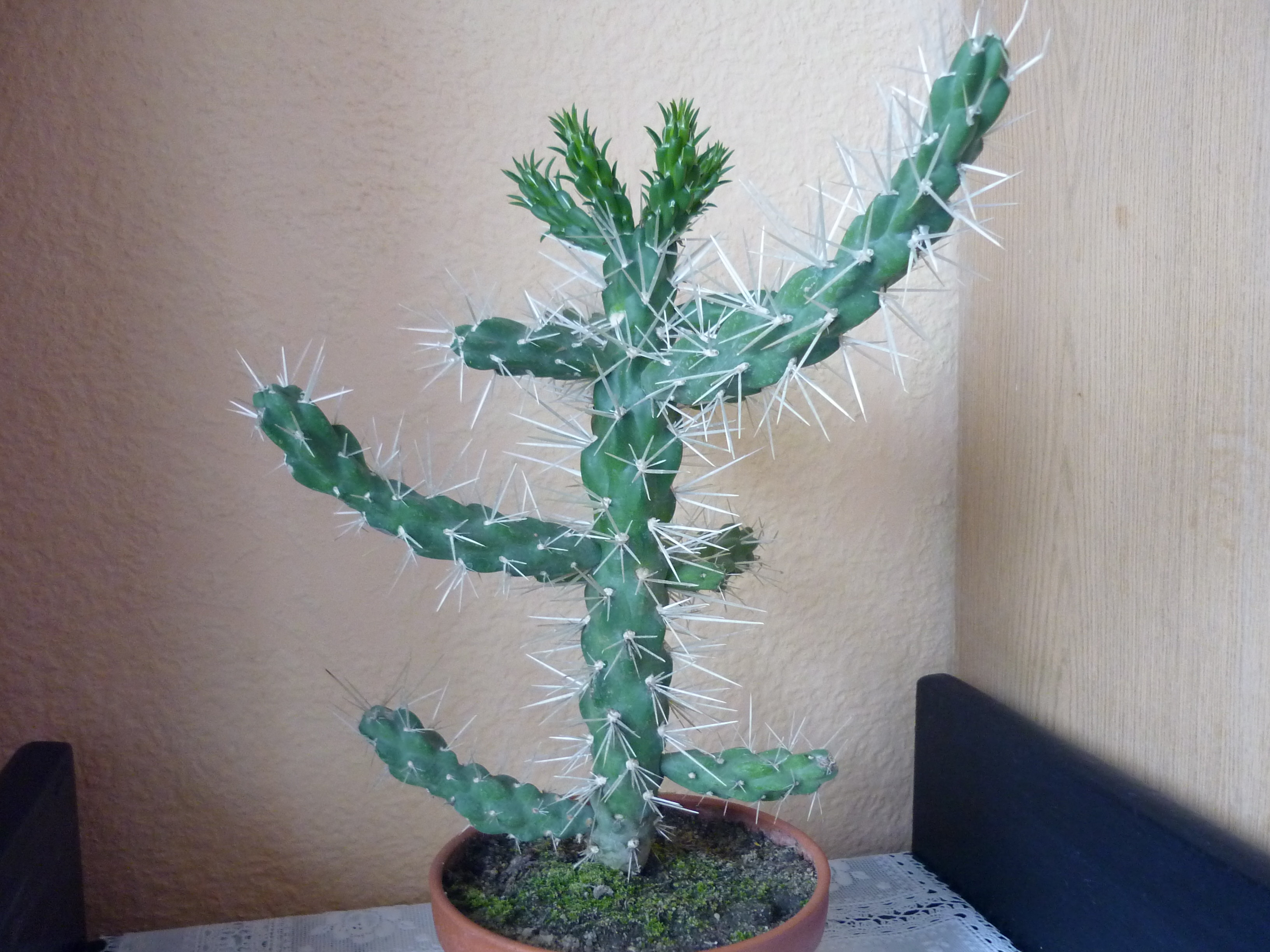
Cultivo en maceta

La subespecie se cultiva como planta ornamental y su propagación se realiza principalmente a través de esquejes.

### Otros usos
Los tallos muertos se descomponen, dejando un tubo hueco de madera con un patrón de ranuras longitudinales. Estos se usan para fabricar bastones u objetos curiosos.

## Nombres comunes
Los nombres comunes de esta subespecie son: abrojo, cardenche, cardona, cardón, chumbera verrugosa, cholla, cholla cardón de Hidalgo, cholla coyonoxtle, choya, cojonostle, coyonoiste, coyonoistle, coyonoixtle, coyonostle, coyonostli, coyonoxtle, entraña, huevos de coyote, jaconoxtli, joconostle, joconostli, joconoxtle, tasajo, tasajo macho, tencholete, tencholote, tincholote, tuna joconoxtla, tuna joconoxtli, vela de coyote, velas de coyote, xoconostle y xoconostli.